# Stridulivelia
Stridulivelia is een geslacht van wantsen uit de familie beeklopers (Veliidae). Het geslacht werd voor het eerst wetenschappelijk beschreven door Hungerford in 1929.

## Soorten
Het genus bevat de volgende soorten:

- Stridulivelia epeixis (Drake & Menke, 1962)

Subgenus: Aenictovelia J. Polhemus, 1979
- Stridulivelia cinctipes (Champion, 1898)
- Stridulivelia pueblana (Drake, 1951)
- Stridulivelia secerna J. Polhemus, 1979
- Stridulivelia speciosa J. Polhemus & D. Polhemus, 1985